# Vraćam se
Vraćam Se je peti samostalni studijski album (drugi kompilacijski) Arsena Dedića iz 1975 godine. Album izdaje diskografska kuća Jugoton

## Sadržaj albuma
1. "Danas Ili Sutra" - 02:31
2. "Djevojka Za Jedan Dan" - 04:21
3. "Hvala Ti" - 04:20
4. "Ljeto Sa Irenom" - 04:04
5. "Milena" - 02:31
6. "Moj Prijatelj" - 02:03
7. "Prazna Obećanja" - 03:53
8. "Stara Cura" - 02:10
9. "To Je Moj Svijet" - 01:36
10. "Vera Pavladoljska" - 02:43
11. "Vraćam Se" - 04:52
12. "Znat Ćes" - 02:19